# Диц, Арсений Козьмич
Диц Арсений Козьмич (? — после 1828), капитан 2-го ранга (1824) российского флота.
В сентябре 1791 года поступил кадетом в Херсонский морской корпус. Произведён в гардемарины (1794), в мичманы (декабрь 1795).
Офицер Черноморского флота. В 1795—1798 годах ежегодно плавал в Чёрном море.

В 1798—1800 годах принимал участие в Средиземноморской экспедиции адмирала Ушакова.

В 1801—1803 годах служил при Николаевском порте.

Произведён в лейтенанты флота (март 1804). В 1804—1806 годах служил при Херсонском порте.

Участвовал в Русско-турецкой войне 1806—1812 годов.

В 1807—1810 успешно командовал бомбардирским судном «Архангел Михаил», крейсировал на нём в Азовском и Чёрном морях. Капитан-лейтенант флота (март 1810).

В 1811—1812 годах командовал корветом «Або» в Чёрном море.

В 1812—1820 годах служил в порту Севастополя.

Произведён в капитаны 2-го ранга 30 августа 1824 года.

За выслугу 18 морских кампаний 12 декабря 1824 года награждён орденом Св. Георгия 4-го класса (№ 3843).

С апреля 1827 — командир 9-го рабочего экипажа Черноморского флота.